# Malcolm Mooney
Malcolm Mooney (Stati Uniti, 1944) è un cantante e pittore statunitense Noto soprattutto per essere stato il cantante originale e frontman del gruppo krautrock tedesco Can..

## Biografia
Mooney ha iniziato a cantare al liceo, dove è stato membro di un gruppo vocale a cappella noto come Six-Fifths. Dopo aver ottenuto una certa fama come scultore a New York, ha viaggiato in autostop per il mondo e, mentre si trova a Parigi, conobbe e divenne amico di Irmin Schmidt e Holger Czukay, che al tempo stavano formando una band, si unì a loro nel 1968. Il gruppo, originariamente conosciuto come Inner Space, su proposta di Mooney assunse il nome di The Can, poi abbreviato in Can.
Durante quel periodo, la band ha registrato un album che è stato pubblicato solo nel 1981 con il titolo Delay 1968, poiché nessuna casa discografica era  disposta a pubblicarlo.  Mooney ha partecipato alle registrazioni dell'album Monster Movie, pubblicato nel 1969, ma ha lasciato i Can subito dopo il completamento del disco. Il suo comportamento instabile fuori dal palco e le sue performance squilibrate sul palco hanno raggiunto il punto di ebollizione, e su consiglio del suo psichiatra, ha lasciato la Germania nel 1970 per tornare negli Stati Uniti, dove ha trascorso i decenni successivi per lo più fuori dal mondo della musica. Vari altri brani registrati da Mooney con i Can in questo periodo compaiono nelle compilation Soundtracks e Unlimited Edition.
Mooney è tornato sulle scene nel 1998 con un LP autointitolato Malcolm Mooney and the Tenth Planet, supportato dal gruppo avant-rock di San Francisco The Tenth Planet, il chitarrista Ken Kearney, il bassista Kent Randolph e il batterista Marc Weinstein. Con questa band ha pubblicato tre album, nel primo dei quali compare una nuova versione della canzone Father Cannot Yell tratta dal LP Monster Movie. Per il secondo album dei Tenth Planet è stata introdotta una formazione diversa, e l'album ha avuto una pubblicazione limitata in Giappone. Nel 1986 Mooney si è riunito ai Can per registrare il loro unico album di reunion, Rite Time.
Oggi Mooney si concentra sulla sua arte visiva e sulla pittura, con oltre 40 mostre in musei, gallerie e università.  Mooney ha realizzato le sue prime opere geometriche nel 1970 come scenografie per uno spettacolo teatrale intitolato Harlem Angel. Poco dopo ha iniziato a lavorare a una serie di serigrafie omonime presso la stamperia del padre a Yonkers, New York. L'artista ha spiegato che l'origine di queste opere risale all'osservazione al microscopio di un'immagine del tessuto kente, da cui ha sviluppato la sua ispirazione. Questo immaginario ha continuato ad ispirare i suoi dipinti e disegni di reticoli per tutti gli anni Settanta e Ottanta. Attraverso la sua amicizia con la curatrice tessile e commerciante Sara Penn, Malcolm Mooney ha avuto la possibilità di approfondire la sua conoscenza nel campo dell'arte tessile e di sviluppare il suo interesse per questa forma d'arte. La mostra del 1972 African Textiles and Decorative Arts al Museum of Modern Art, insieme al suo lavoro nei processi meccanici del design tessile, ha rappresentato un'ulteriore fonte di ispirazione per l'artista. In questo modo, la collaborazione con Sara Penn e l'esposizione alla mostra hanno contribuito allo sviluppo del percorso artistico di Mooney e alla sua evoluzione come artista.
Nel 2007, Matthew Higgs ha invitato Mooney a esporre un'opera presso il celebre White Columns di New York. Nel 2021, i lavori di Mooney sono stati esposti all'Aspen Art Museum nella mostra Winterfest.
Nel 2013 Mooney ha iniziato a collaborare con il batterista, cantautore e produttore Sean Noonan, insieme a Jamaaladeen Tacuma e Aram Bajakian, per registrare Pavees Dance: There's Always the Night. Il gruppo si esibì nel febbraio 2014 al festival Sons D'Hiver in Francia, prima dell'uscita del CD nel giugno 2014 e del libro di accompagnamento con i testi e le opere d'arte di Mooney.
Nel 2022 Mooney ha tenuto una mostra all'Ulrik di New York intitolata Works 1970-1986 focalizzata sulle esplorazioni geometriche a reticolo dell'artista tra il 1970 e il 1986.

## Discografia

### Con i Can
- 1969 - Monster Movie
- 1970 - Soundtracks
- 1976 - Unlimited Edition  – compilation, include tutti i brani dei precedenti Limited Edition
- 1981 - Delay 1968 – compilation
- 1989 - Rite Time
- 1994 - Anthology  – compilation
- 2012 - The Lost Tapes – compilation, 3-CD and 5-LP box set

### Solista
- 1998 - Malcolm Mooney and the Tenth Planet
- 2011 - inCANtations
- 2012 - White Columns[8]
- 2014 - Pavees Dance: There's Always the Night

#### Con Jane Weaver
- 2017 - Modern Kosmology

#### Con Sean Noonan
- 2019 - Tan Man's Hat